# Comtat de Contra Costa
El comtat de Contra Costa és un comtat dels Estats Units de Califòrnia, fundat el 1850. Segons el cens del 2020, la seva població era de 1.165.927 habitants. La seva seu és Martínez.

## Geografia
Segons l'Oficina del Cens dels Estats Units, el comtat té una superfície total de 2.078 km². 1.865 km² de terreny i 213 km² (10,25 % del total) d'aigua. Limita al sud i a l'oest amb el comtat d'Alameda, al nord-est amb la badia de San Francisco, al nord amb les badies de San Pablo i Suisun, i a l'est amb el riu San Joaquín. La comarca està travessada per diverses falles tectòniques. Mount Diablo i els Oakland-Berkeley Hills són les seves formes de relleu més importants.

## Ciutats i llocs

### Regió occidental
- Bayview

- Crockett

- East Richmond Heights

- El Cerrito

- El Sobrante

- Hercules

- Kensington

- North Richmond

- Pinole

- Port Costa

- Richmond

- Rodeo

- Rollingwood

- San Pablo

- Tara Hills

### Regió central
- Alamo

- Blackhawk

- Canyon

- Clayton

- Clyde

- Concord

- Danville

- Diablo

- Lafayette

- Martinez

- Moraga

- Mountain View

- Orinda

- Pacheco

- Pleasant Hill

- San Ramon

- Vine Hill

- Waldon

- Walnut Creek

### Regió oriental

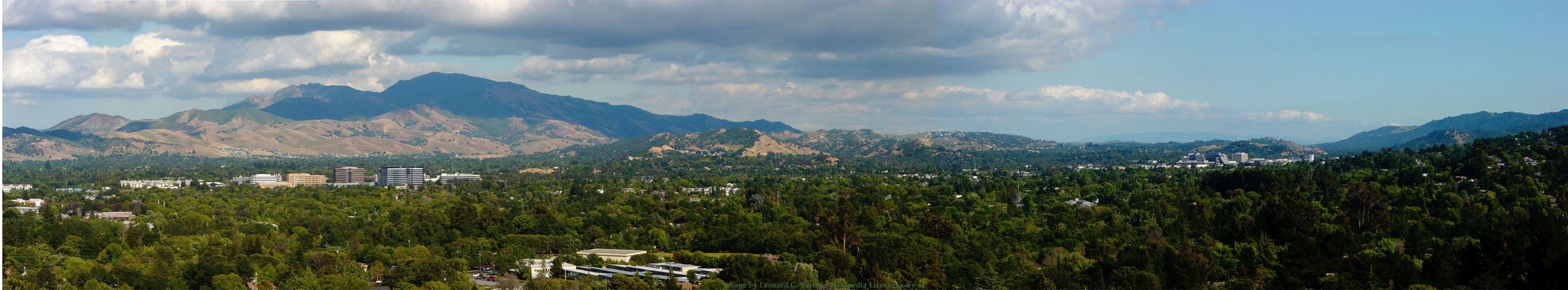
Paisatge del centre de la comarca.

- Antioch

- Bay Point

- Bethel Island

- Brentwood

- Byron

- Discovery Bay

- Knightsen

- Oakley

- Pittsburg

## Política
El comtat de Contra Costa s'ha convertit en un bastió del Partit Demòcrata.
| Curs | Republicans    | Demòcrates    |
| ---- | -------------- | ------------- |
| 2004 | 36.5 % 150.608 | 62,3% 257.254 |
| 2000 | 37,1% 141.373  | 58,8% 224.338 |
| 1996 | 35,2% 123.954  | 55,7% 196.512 |
| 1992 | 29,5% 112.965  | 50,9% 194.960 |
| 1988 | 47,9% 158.652  | 51,1% 169.411 |
| 1984 | 54,5% 172.331  | 44,6% 140.994 |
| 1980 | 50,1% 144.112  | 37,3% 107.398 |
| 1976 | 49,3% 126.598  | 48,2% 123.742 |
| 1972 | 54,1% 139.044  | 43,5% 111.718 |
| 1968 | 44.5 % 97.486  | 46,4% 101.668 |
| 1964 | 36,5% 65.011   | 63,4% 113.071 |
| 1960 | 46,8% 82.922   | 52,9% 93.622  |

## Demografia
| 1860 | 1870 | 1880  | 1890  | 1900  | 1910  | 1920  | 1930  | 1940   | 1950   | 1960   | 1970   | 1980   | 1990   | 2000   | 2010    | 2020    |
| ---- | ---- | ----- | ----- | ----- | ----- | ----- | ----- | ------ | ------ | ------ | ------ | ------ | ------ | ------ | ------- | ------- |
| 5328 | 8461 | 12525 | 13515 | 18046 | 31674 | 53889 | 78608 | 100450 | 298984 | 409030 | 558389 | 656380 | 803732 | 948816 | 1049025 | 1165927 |